# Cultura de Santa Lucía
La cultura de Santa Lucía es una mezcla de influencias de herencia africana, francesa, española e inglesa. El idioma oficial de la isla es el inglés pero el criollo antillano, una forma del patois francés, y el español permanece como un influyente idioma secundario. La gente es predominantemente católica pero el clima religioso es tolerante.

## Festivales
Santa Lucía tiene cada año dos principales festivales tradicionales: La Woz ("La Rosa", el 30 de agosto) y La Magwit ("La Margarita", el 17 de octubre), organizadas por las dos asociaciones culturales históricas rivales (societés) con los mismos nombres cuyos afiliados comprenden la mayoría de la población del país.
La temporada de Navidad es celebrada y un número de pequeños festivales y desfiles toman lugar a lo largo de la isla.
Santa Lucía celebra también un festival cultural festival conocido como Jounen Kwéyòl (Día Criollo). Es celebrado cada año en el último lunes de octubre y son elegidas distintas ciudades para acoger este festival; se sirven comidas y bebidas locales tales como pan de frutas, higo verde, plátano, pescado salado, pescado rey, manicou (zarigüeya), puerco asado, Johnny Cake y un famoso plato, bouyon (pescado, pollo o carne estofada con Taro, ñames, plátanos y bolas de masa hervida), bebidas de lima, de guayaba y más. La mayoría de la gente conmemora este día vistiendo el traje nacional de la isla conocido como el Madras. Las personas que no quieren vestir las extremas capas de faldas y vestidos confeccionan ropa del material especial de tartán.
Las celebraciones seculares incluyen un Festival de jazz. Comenzando en 1991, este festival anual atrae multitudes de amantes de la música de todo el mundo.

## Música
La cultura musical de Santa Lucía incluye tradición musical de folk indígena, así como otros géneros de música caribeña tales como soca, zouk y reggae. Santa Lucía produce una cantidad muy alta de música zouk que los deja como uno de los países líderes en ese aspecto.

## Literatura
Derek Walcott es el más prominente escritor de Santa Lucía, ganador del Premio Nobel de Literatura en 1992. 

## Arte

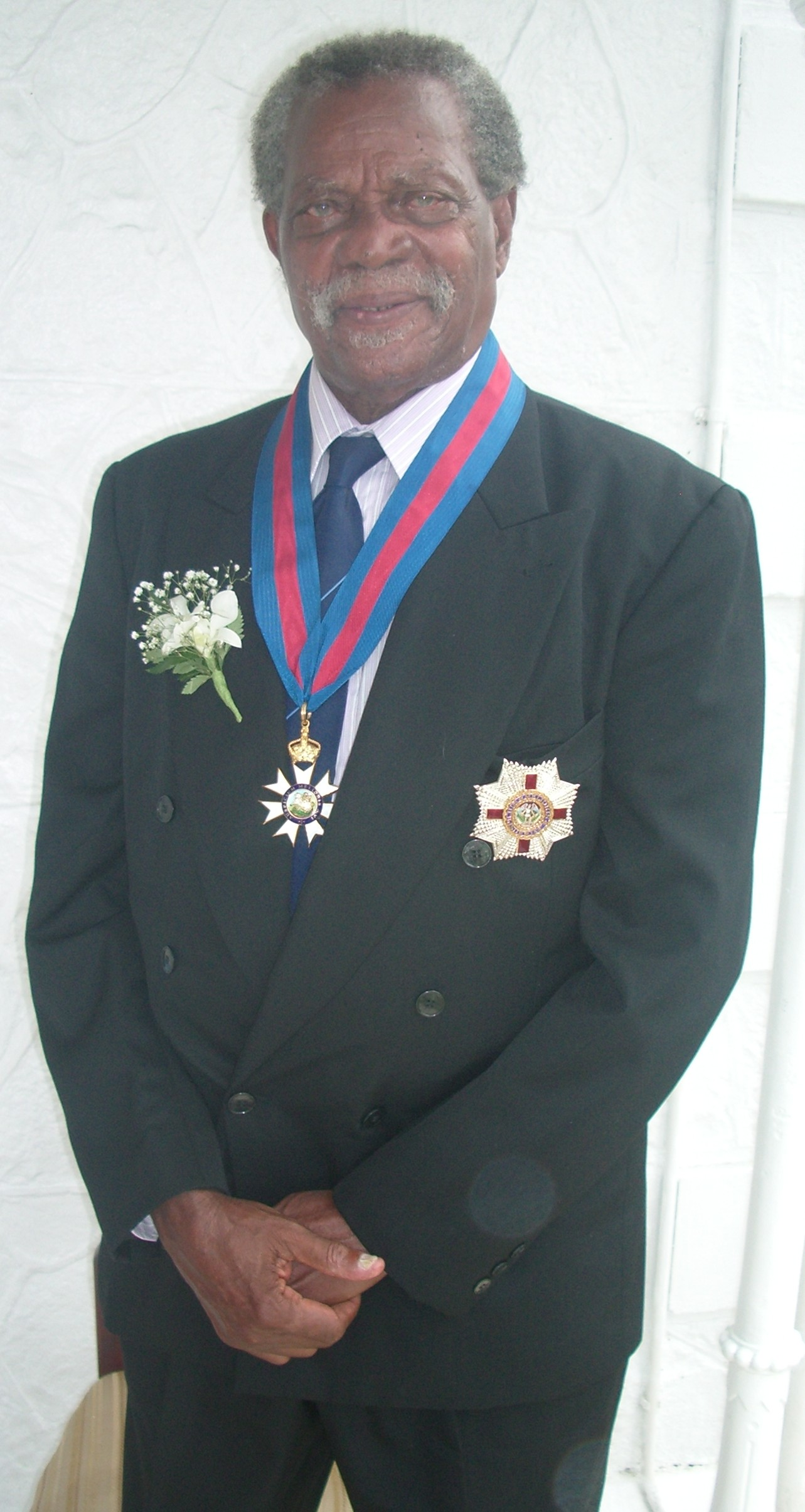
Sir Dunstan St Omer.

Sir Dunstan St. Omer, renombrado artista de Santa Lucía, fue nombrado caballero en la lista de honores de Año Nuevo de 2009/2010, por sus servicios al arte. La ceremonia de investidura se llevó a cabo el 9 de abril de 2010 en la Casa de Gobierno donde el Gobernador General bajo el consejo de Su Majestad la Reina, le nombró caballero comendador de la Orden de San Miguel y San Jorge (KCMG). El UK Telegraph lo describió como “el Miguel Ángel del Caribe”. Fue el diseñador de la bandera de Santa Lucía. 

## Carnaval
Tradicionalmente, en común con otras naciones caribeñas, Santa Lucía tenía un carnaval antes de Cuaresma. En 1999, fue movido a mediados de julio para no coincidir con el mucho mayor carnaval de Trinidad y Tobago, y en un esfuerzo para atraer más visitantes. Es un festival de dos días donde la gente camino alrededor de tres kilómetros. Antes del carnaval hay una competencia entre mujeres del país para nombrar a la reina del carnaval del año.

## Deportes
El deporte más popular en el país es el críquet; otro deporte popular en el fútbol, que es jugado en todas las Indias Occidentales así como el críquet. Darren Sammy, de Santa Lucía, es actualmente el capitán del equipo de críquet de las Indias Occidentales.